# Henry Fonda
Henry Jaynes Fonda (Grand Island, Nebraska, 16 de mayo de 1905 - Los Ángeles, 12 de agosto de 1982) fue un actor de cine y teatro estadounidense, ganador de los premios Óscar, Globo de Oro, BAFTA y Tony. En 1999, fue nombrado por el American Film Institute como la sexta mayor estrella masculina en la historia de Hollywood.
De 1935 a 1981, Fonda desarrolló una de las carreras más prolíficas (113 películas protagonizadas) y exitosas de la historia del cine. Los directores se lo rifaban para que trabajase a sus órdenes y él lo hacía con la mayor naturalidad, como si actuar fuese un sexto sentido. Se le empezó a conocer con el apodo de "One-Take Fonda" ("Fonda Una-Toma"), puesto que conseguía al instante bordar su papel, sin necesitar repetir decenas de veces las tomas. En sus primeros años demostró su valía en títulos como El camino del pino solitario de Henry Hathaway (1936), Sólo se vive una vez de Fritz Lang (1937), Jezabel de William Wyler (1938), Tierra de audaces de Henry King (1939), El joven Lincoln (1939) y Corazones indomables (1939), estas últimas dirigidas por John Ford.
La década de los cuarenta fue la consagración absoluta, gracias entre otras a Las uvas de la ira (1940), de nuevo a las órdenes de John Ford, y por la que recibió su primera nominación al Óscar. La vida de ambos en esa época fue en paralelo, colaborando además en Pasión de los fuertes (1946), El fugitivo (1947) y Fort Apache (1948). La segunda nominación al Óscar la consiguió por Doce hombres sin piedad de Sidney Lumet (1957).
También trabajó junto a otros muchos cineastas de renombre, como King Vidor en Guerra y paz (1956), Alfred Hitchcock en Falso culpable (1957), Edward Dmytryk en El hombre de las pistolas de oro (1959), Otto Preminger en Tempestad sobre Washington (1962), Sergio Leone en Hasta que llegó su hora (1968), y Joseph L. Mankiewicz en El día de los tramposos (1970).
En 1980 se le concedió el Óscar honorífico por toda su carrera y, un año después, recibió la estatuilla al mejor actor por On Golden Pond de Mark Rydell (1981), en la que actuó junto a Katharine Hepburn y su hija Jane Fonda. Al poco tiempo, el 12 de agosto de 1982, moría en Los Ángeles.
Fonda fue, además, el patriarca de una gran saga de actores, incluidos sus hijos Jane y Peter Fonda y sus nietos Bridget Fonda y Troy Garity. En 1999 fue nombrado en el sexto lugar de la historia en la lista de actores AFI's 100 años... 100 estrellas del American Film Institute.

## Biografía

### Primeros años y educación
Henry Jaynes Fonda nació el 16 de mayo de 1905 en Grand Island (Nebraska), en el seno de una familia de origen italiana, hijo de William Brace Fonda (un impresor) y su mujer, Herberta (Jaynes). La familia se trasladó a Omaha (Nebraska) en 1906. Las raíces familiares de los Fonda se encuentran en Génova (Italia) para emigrar posteriormente a los Países Bajos en el siglo XV. En 1642, una rama de la familia emigró a la colonia americana de Nuevos Países Bajos en la Costa Este de Norteamérica. Fueron entre los primeros colonos holandeses en asentarse en lo que ahora es Nueva York, fundando la ciudad de Fonda (Nueva York). En 1888, muchos de sus descendientes emigraron a Nebraska.

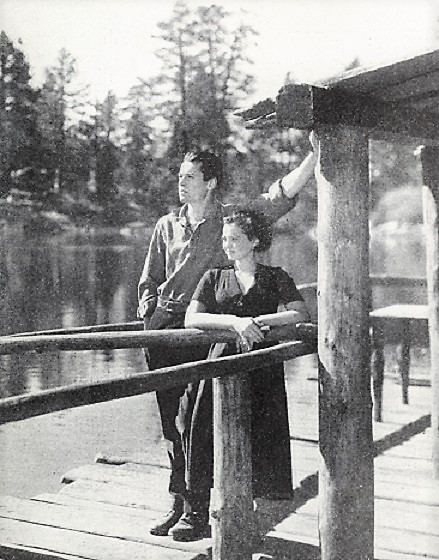
Fonda y Sylvia Sidney en "The Trail of the Lonesome Pine" (1936)

Fonda se crio en el ámbito de la Ciencia cristiana, aunque fue bautizado en la confesión episcopaliana en la Iglesia Episcopaliana St. Stephen[cita requerida] En Grand Island. Eran una familia unida y muy solidaria, sobre todo en materia de salud, ya que evitaban a los médicos por su religión. A pesar de este pasado religioso, se convirtió al agnosticismo. 
Fonda era un chico bajo y tímido que tendía a evitar a las chicas, excepto a sus hermanas, y era un buen patinador, nadador y corredor. 
Trabajó a tiempo parcial en la imprenta de su padre e imaginó una posible carrera como periodista. Posteriormente, trabajaba la salir del colegio en una compañía telefónica. También pasaba el tiempo dibujando. Fonda fue miembro activo en los Boy Scouts; Teichmann asegura que alcanzó el rango de Eagle Scout. De todas maneras, esto lo negó en todo momento. Cuando tenía catorce años, su padre y él fueron testigos del brutal linchamiento de Will Brown de Omaha en 1919. Esto enfureció al joven Fonda y mantuvo una aguda conciencia de los prejuicios por el resto de su vida. Recordando esos incidente en una entrevista para la BBC en 1975 dijo: 

"Fue la visión más horrenda que jamás había visto. Mis manos estaban mojadas, había lágrimas en mis ojos. Todo lo que podía pensar era en ese joven negro que colgaba del extremo de una cuerda."

En su año último año en el instituto, Fonda creció hasta el metro ochenta pero siguió manteniendo su personalidad tímida. Fue a la Universidad de Minnesota, donde estudió periodismo, aunque no se graduó. Allí, fue miembro del Chi Delta Xi, la fraternidad local. Posteriormente obtuvo un empleo en la Retail Credit Company.

### Primeros años de interpretación
A los 20 años, Fonda comenzó su carrera en la actuación en la Omaha Community Playhouse cuando una amiga de su madre Dodie Brando (madre de Marlon Brando) le invitó a a unirse al reparto juvenil de la obra teatral You and I, donde hace le papel de Ricky. Desde ese momento, se enamoró de los escenarios, aprendiendo todo lo concerniente al mundo del teatro. Cuando encabezó el reparto de la obra Merton of the Movies, se dio cuenta de la atracción la profesión, ya que le permitió desviar la atención de su propia personalidad tímida y crear personajes teatrales basándose en las palabras del guion de otra persona. Fonda decidió dejar su trabajo y viajar al este en 1928 para buscar fortuna.
Aterrizó en Cabo Cod para interpretar un papel menor en el Cape Playhouse en Dennis (Massachusetts). Un amigo lo llevó a Falmouth, donde se unió y en poco tiempo se convirtió en uno de los miembros más reconocidos de la University Players, una compañía de verano. Allí, trabajó con Margaret Sullavan, que posteriormente sería su primera mujer. El que sería posteriormente se amigo para toda la vida, James Stewart se unió al Players unos meses después de que Fonda se fuera a finales de la temporada 1931–1932 después de debutar de manera profesional en el montaje The Jest de Sem Benelli. Joshua Logan, un joven estudiante de segundo año en Princeton que había tenido un papel doble en el programa, le dio a Fonda el papel de Tornaquinci, "un anciano italiano con una larga barba blanca y cabello aún más largo". También en el elenco de The Jest con Fonda y Logan estaban Bretaigne Windust, Kent Smith y Eleanor Phelps.
Poco después, Fonda se trasladó con la que era su mujer, Margaret Sullavan. El matrimonio duró poco pero, cuando James Stewart fue a Nueva York, su suerte cambió. Unidos por Joshua Logan, "Jimmy" y "Hank" descubrieron que tenían mucho en común, siempre y cuando no hablaran de política (Fonda era demócrata mientras que Stewart tenía ideas republicanas). Se convirtieron en compañeros de piso y perfeccionaron sus habilidades en Broadway. Fonda apareció en producciones teatrales de 1926 a 1934. No les fue mejor que a muchos estadounidenses con y sin trabajo durante la primera parte de la Gran Depresión, a veces sin suficiente dinero para ir en metro.

### Su entrada en Hollywood

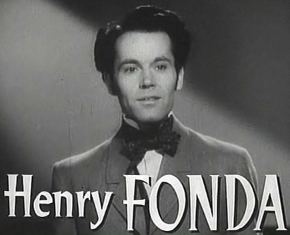
Fonda en Jezebel.

Fonda dejó su huella temprano como actor de Broadway e hizo su debut en el cine de Hollywood en 1935. Su primer papel fue el proyecto de 20th Century Fox Contrastes (The Farmer Takes a Wife) a la órdenes de Victor Fleming con Janet Gaynor como compañera de reparto. Su papel era el mismo que interpretó en la versión teatral con el que había ganado reconocimiento como actor. El éxito fue tal que la Fox decidió hacer a Fonda un contrato de larga duración con Fonda un sueldo de 3,000 dólares a la semana. El mismo actor recordaba en una entrevistaː 

"De pronto me encontré con que me ofrecían tanto dinero por hacer una película que, aunque no tenía ningún interés en ello, pensé que sería estúpido no aceptar. Así me encontré convertido en actor de cine."

Stewart le siguió su camino a Hollywood y les volvió a juntar como compañeros de piso, justo el de al lado de Greta Garbo. En 1935 Fonda protagonizaría la producción de la RKO I Dream Too Much con la estrella de la ópera Lily Pons. The New York Times anunció al actor como "Henry Fonda, el más simpático de la nueva hornada de juveniles románticos." La carrera de Fonda se lanzó y eso le llevó a acompañar a Sylvia Sidney y Fred MacMurray en The Trail of the Lonesome Pine (1936), el primer largometraje en Technicolor filmado en exteriores.
El flechazo entre la cámara y el rostro de Fonda —apariencia de ciudadano honrado al que lo único que parece importarle es no perder la dignidad— fue inmediato. Protagonizó junto a su exmujer Margaret Sullavan Viviendo en la luna (The Moon's Our Home), un breve resurgimiento de su relación que condujo a una consideración breve pero temporal de volver a casarse. Fonda siguió su singladura de éxito con Solo se vive una vez (You Only Live Once) (1937), a la órdenes de Fritz Lang y donde volvía a trabajar con Sylvia Sidney. Su carrera cinematográfica comenzó a ganar impulso con papeles como el prometido de Bette Davis en su actuación ganadora del Premio de la Academia en Jezabel (Jezebel, 1938) o el de Abraham Lincoln en El joven Lincoln (Young Mr. Lincoln) (1939), su primera colaboración con el director John Ford y el papel de Frank James en Tierra de audaces (Jesse James) (1939) protagonizada por Tyrone Power y Nancy Kelly. Su otro film de 1939 fue Corazones indomables (Drums Along the Mohawk), de nuevo a las órdenes de Ford.

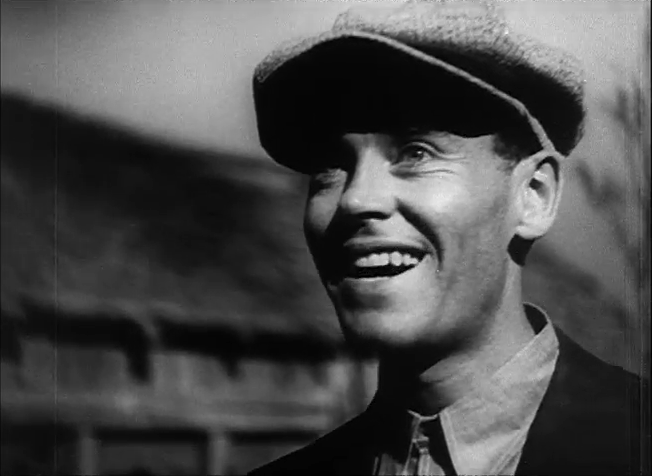
Fonda en Las uvas de la ira

El éxito como estrella de Fonda llegaría de mano de Ford cuando lo escogió para liderar el reparto de la versión cinematográfica de la versión del clásico de John Steinbeck Las uvas de la ira (The Grapes of Wrath) (1940). Un reacio Darryl Zanuck, que hubiera preferido a Tyrone Power, cambió dé opinión ante el éxito y acordó con Fonda firmar un contrato de siete años con su estudio, Twentieth Century-Fox. Además, Fonda consiguió su primera nominación al Oscar al mejor actor, en el que muchos consideran su mejor interpretación. Después de esto, Fonda volvería a trabajar con Fritz Lang para protagonizar La venganza de Frank James (The Return of Frank James) (1940) con Gene Tierney, sería la pareja intepretativa de Barbara Stanwyck en Las tres noches de Eva (The Lady Eve) de Preston Sturges (1941) y volvería a coincidir con Tierney en la famosa screwball Anillos en sus dedos (Rings on Her Fingers) (1942). Ya en 1943, Fonda volvería a bordar una interpretación con el western The Ox-Bow Incident (Incidente en Ox-Bow), que sería un éxito de taquilla.

### Servicio en la Segunda Guerra Mundial

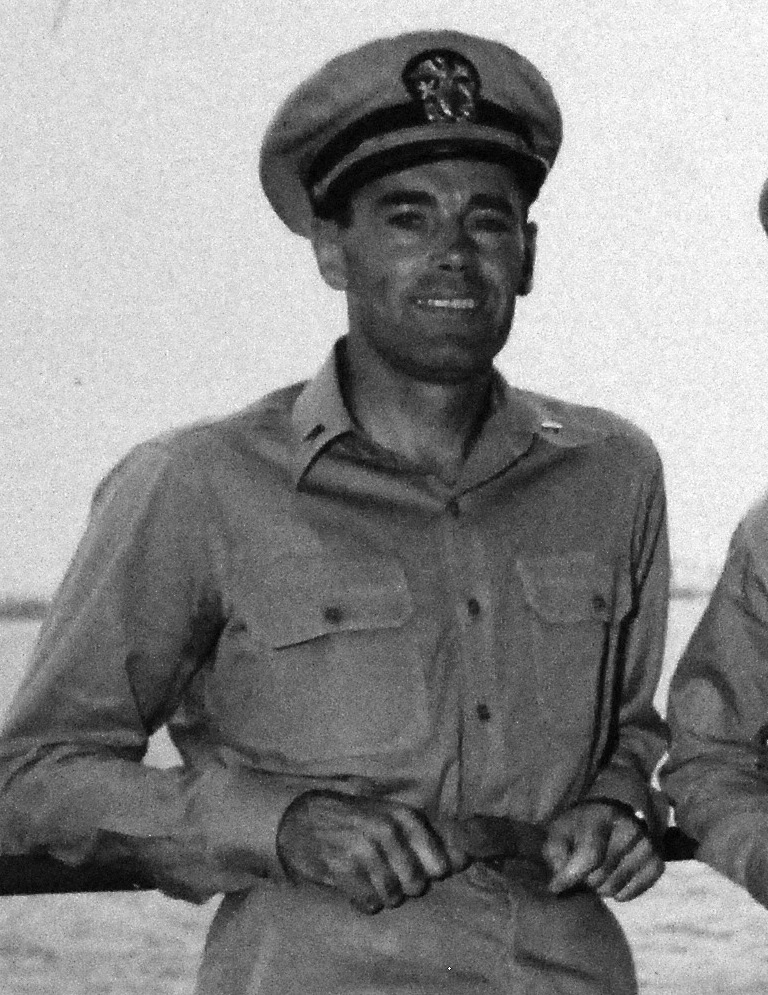
Fonda en la Segunda Guerra Mundial

Fonda se alistó a la Armada de los Estados Unidos para combatir en la Segunda Guerra Mundial, diciendoː

"No quiero estar en una guerra ficticia en un estudio."

Anteriormente, Stewart y él había ayudado a la recaptación de dineros para la defensa de Gran Bretaña. Fonda estuvo en servicio durante tres años, al principio en el cuartel general de tercera clase en el destructor USS Satterlee. Después fue ascendido a teniente en el Centro de Inteligencia de Combate Aéreo en el Pacífico Central y fue galardonado con la Estrella de Bronce y el Navy Presidential Unit Citation. Después de ser licenciado del servicio activo debido a un "exceso de rango", Fonda fue transferido a la reserva naval, sirviendo allí durante tres años (1945-1948).

### Carrera profesional en la posguerra
Después de la guerra, Fonda hizo un parón en su carrera para acudir a fiestas de Hollywood y disfrutar de la vida civil. Stewart y Fonda invitarían a músicos como Johnny Mercer, Hoagy Carmichael, Dinah Shore y Nat King Cole. Con este último, Fonda recibiría clases de piano. En 1946, volvería al trabajo para encarnar a Wyatt Earp en Pasión de los fuertes (My Darling Clementine) (1946), nuevamente a las órdenes de John Ford. Fonda haría siete películas en esos años hasta la extinción del contrato con la Fox. La última de ellas Entre el amor y el pecado (Daisy Kenyon) de Otto Preminger en 1947. Ese mismo año, protagonizaría El fugitivo (The Fugitive), en la que sería el primer proyecto de la nueva productora de Ford, Argosy Pictures. En 1948 aparecería en el siguiente proyecto del director, Fort Apache, junto a John Wayne y Shirley Temple en el que es considerado su primer rol como adulto.

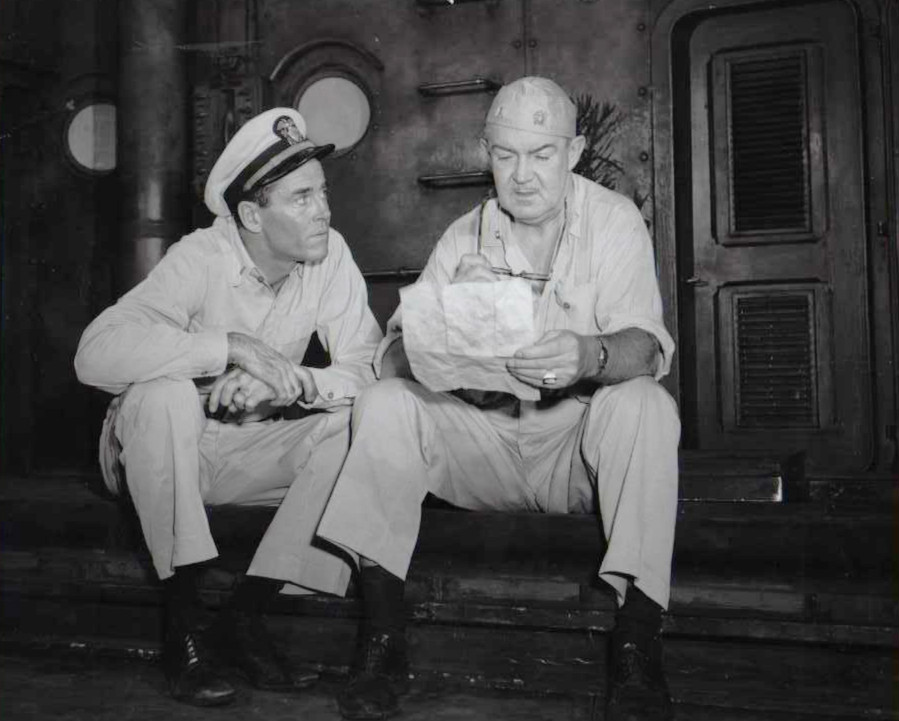
Fonda en una fotografía de la función teatral Mister Roberts (1950)

El actor rechazó otro contrato de larga duración de un gran estudio para centrarse en su vuelta a Broadway. Se centró especialmente en encarnar a su propio comandante en la guerra en la obra Mister Roberts. La comedia nos sitúa en la Armada de los Estados Unidos durante la Segunda Guerra Mundial en el Pacífico Sur donde el teniente Douglas A. Roberts (Fonda) libra una guerra privada contra un capitán tiránico. Ganó el Premio Tony en 1948 por este papel. Fonda siguió en el teatro con dos obras más (y sus correspondientes giras por todo Estados Unidos) Point of No Return y The Caine Mutiny Court-Martial. Después de ocho años alejado de las pantallas, volvió a la gran pantalla con la misma actuación del teniente Roberts en Escala en Hawaii (Mister Roberts) con James Cagney, William Powell y Jack Lemmon. En el set de Mister Roberts, Fonda llegó a las manos con el director John Ford y juró que nunca volvería trabajar para el director. Si bien mantuvo esa promesa durante años, Fonda habló con entusiasmo de Ford en el documental de Peter Bogdanovich Directed by John Ford y en un documental sobre la carrera de Ford junto a Ford y James Stewart. Fonda se negó a participar hasta que se enteró de que Ford había insistido en elegir a Fonda como protagonista de la versión cinematográfica de Mr. Roberts.
Después de Escala en Hawaii, Fonda formó parte del gran elenco de la producción de la Paramount Pictures para llevar a la pantalla el clásico de Leo Tolstoi Guerra y paz (1956) que nos traslada es a la Rusia de 1812 durante la invasión napoleónica. Fonda interpreta a Pierre Bezukhov en un rodaje que duró casi dos años. Ese mismo año, Fonda trabajó con Alfred Hitchcock en 1956 en Falso culpable (The Wrong Man), encarnado a un hombre que es acusado falsamente de un robo.

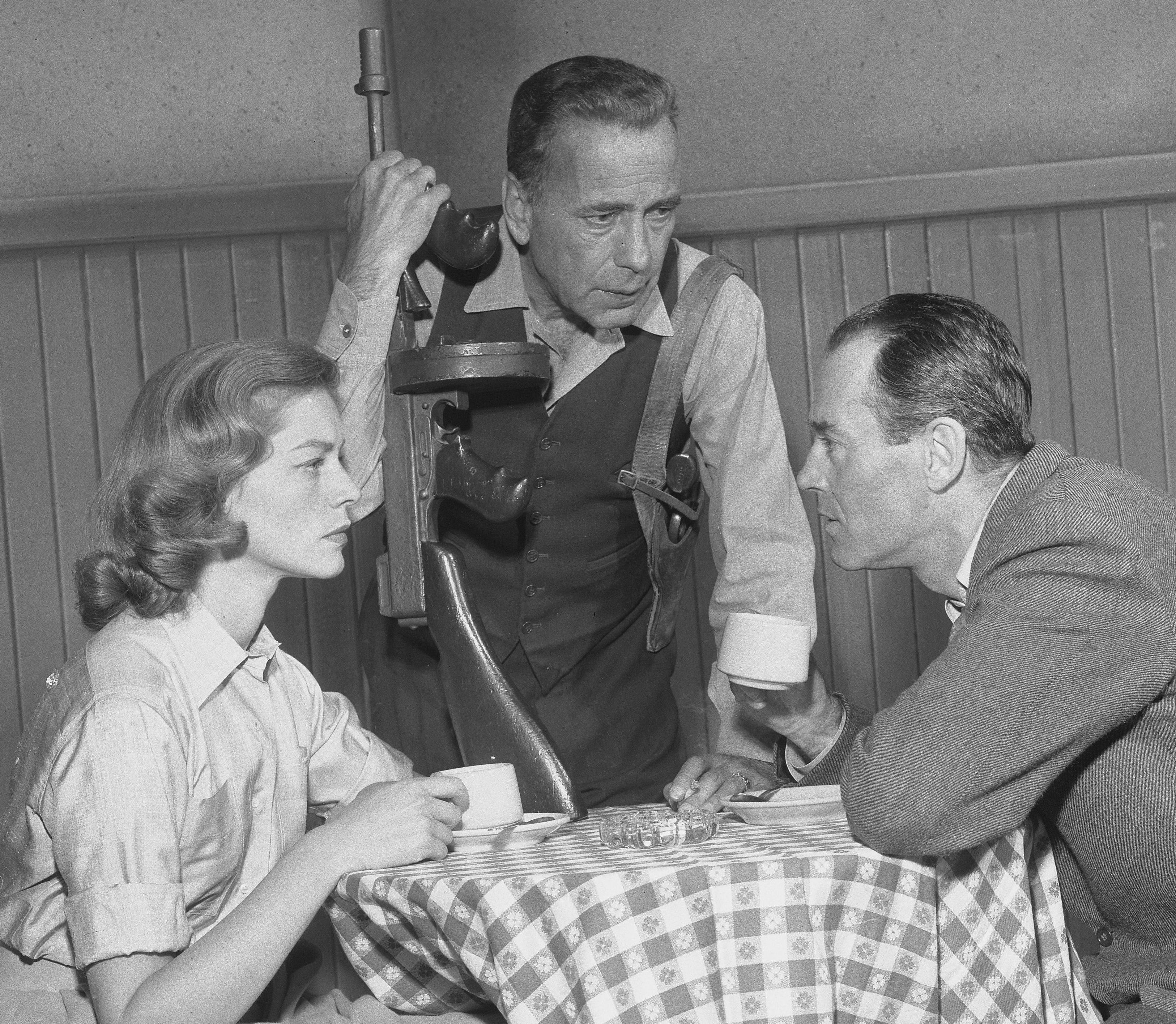
Lauren Bacall, Humphrey Bogart, y Fonda en la producción televisiva de El bosque petrificado

En 1957, Fonda hizo su primera incursión en la mundo de la producción con Doce hombres sin piedad (12 Angry Men), en una película que él mismo protagoniza. El film está basado en una producción televisiva de Reginald Rose y que fue dirigida por Sidney Lumet. El bajo coste de la producción hizo que el rodaje se hiciera en 17 días. Fue un castin duro donde se incluyó a Jack Klugman, Lee J. Cobb, Martin Balsam y E. G. Marshall. La intensa historia sobre doce jurados que deciden el destino de un joven acusado de asesinato fue bien recibida por los críticos de todo el mundo. Fonda consiguió nominaciones para los Óscars y los Globos de Oro y ganó el Premio BAFTA al mejor actor. Al principio, la película no tuvo la aceptación de público deseada, pero después de obtener reconocimiento y premios, resultó ser un éxito. A pesar del resultado, Fonda prometió que nunca volvería a producir una película, por temor a que fracasar como productor pudiera descarrilar su carrera como actor. Después de actuar en diferentes westerns como Cazador de forajidos (The Tin Star) (1957) y El hombre de las pistolas de oro (Warlock) (1959), Fonda volvió a la producción para una serie de televisión de la NBC con The Deputy (1959–1961), en el que interpreta al Marshal Simon Fry.

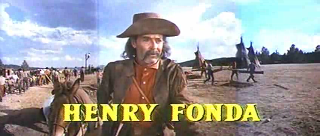
Fonda en La conquista del Oeste

Durante de la década de los 60, Fonda formó parte de una serie de películas de carácter bélico, empezando por El día más largo (The Longest Day) y la producción en Cinerama La conquista del Oeste (How the West Was Won) en 1962 y Primera victoria (In Harm's Way) (1965) y La Batalla de las Ardenas (Battle of the Bulge). En las películas de suspense situado en la Guerra Fría Punto límite (Fail-Safe) (1964), Fonda interpreta al Presidente de los Estados Unidos que intenta evitar un holocausto nuclear a través de tensas negociaciones con los soviéticos después de que a los bombarderos estadounidenses se les ordene por error atacar la URSS.
En 1968, Fonda interpretó a 'Frank' en Hasta que llegó su hora (Once Upon a Time in the West), de Sergio Leone, el único papel de villano que realizó en toda su carrera. Después de rechazar inicialmente el papel, el actor Eli Wallach y el director Sergio Leone lo convencieron para que lo aceptara (quien previamente había tratado de contratarlo para interpretar al Hombre sin nombre en su Trilogía del dólar, un papel que luego asumió Clint Eastwood), quien voló de Italia a los Estados Unidos para persuadirlo de que aceptara el papel. Fonda había planeado usar un par de lentes de contacto de color marrón, pero Leone prefirió la paradoja de contrastar los primeros planos de los inocentes ojos azules de Fonda con la personalidad viciosa del personaje que Fonda interpretó.
La relación con Fonda con Jimmy Stewart sobrevivió a los desencuentros políticos. Fonda era un liberal demócrata mientras que Stewart era un republicano conservador. Después de una acalorada discusión, decidieron no hablar nunca más de política entre ellos para conservar su amistad. Ambos encabezaron el reparto de Los malvados de Firecreek (Firecreek). Dos años después, la pareja volvió a coincidir en otro western El club social de Cheyenne (The Cheyenne Social Club), este con un tono más cómico. La primera vez que Fonda y Stewart trabajaron juntos fue en Una encuesta llamada milagro (On Our Merry Way) (1948) junto a William Demarest y Fred MacMurray en el reparto.

### Últimos años de su carrera
En la década de los 70, Fonda continuó trabajando tanto en teatro, como en cine y televisión. En 1970, Fonda apareció en tres películas El club social de Cheyenne (The Cheyenne Social Club), Comando en el mar de China (Too Late the Hero) y El día de los tramposos (There Was a Crooked Man), donde comparte protagonismo con Kirk Douglas.

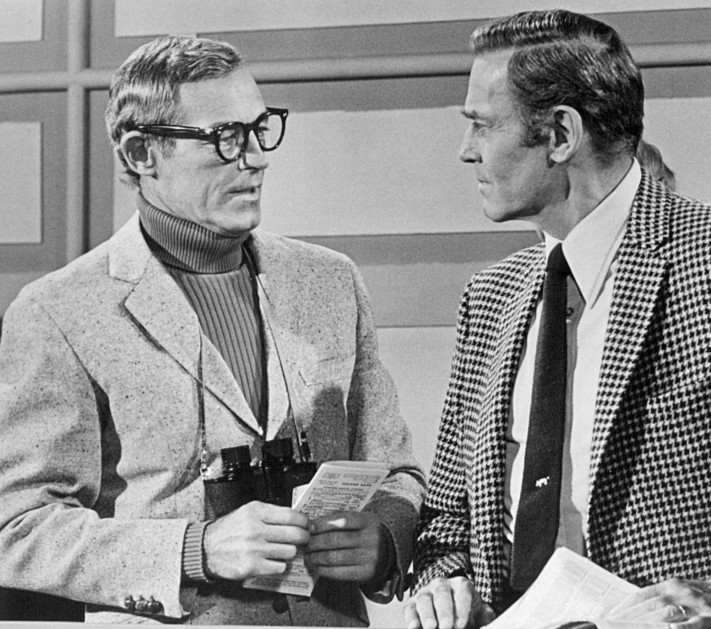
Fonda y Guy Madison en una escena de la serie televisiva The Smith Family de 1972.

Fonda volvió a trabajar en producciones extranjeras y en la televisión, que brindó sustento profesional durante una década en la que muchos actores de pantalla envejecidos sufrieron carreras menguantes. Protagonizó la serie de la ABC The Smith Family entre 1971 y 1972. También trabajó en un telefilm del clásico de John Steinbeck The Red Pony en 1973, y que le dio a Fonda una nominación al Emmy. Después del fracaso en taquilla que supuso la película, Miércoles de ceniza (Ash Wednesday), se embarcó en tres producciones italianas entre 1973 y 1974. La más conocida de ellas fue Mi nombre es... Ninguno (Il mio nome è Nessuno), presentó a Fonda en una rara actuación cómica como un viejo pistolero cuyos planes de retirarse se ven empañados por una especie de "fan". Fonda continuó ligado a la interpretación en sus últimos años, incluyendo diferentes papeles en el teatro. Volvió a Broadway en 1974 para el drama biográfico, Clarence Darrow, por el que fue nominado a los Premios Tony. 
Fonda apareció en el revival de The Time of Your Life que se había estrenado el 17 de marzo de 1972, en la Huntington Hartford Theater en Los Ángeles, donde Fonda comparte cartel con Richard Dreyfuss, Gloria Grahame, Ron Thompson, Strother Martin, Jane Alexander, Lewis J. Stadlen, Richard X. Slattery y Pepper Martin con la dirección de Edwin Sherin.
Pero la salud de Fonda se iba deteriorando. Sus primeros síntomas llegaron después de una función en abril de 1974, cuando se derrumbó de agotamiento. Después de la aparición de una arritmia cardíaca provocada por cáncer de próstata, se le instaló un marcapasos después de una cirugía para el cáncer. Fonda volvió a la obra en 1975. Después de su trabajo de una obra de 1978, "El primer lunes de octubre", siguió el consejo de sus médicos y dejó las obras, aunque siguió trabajando en películas y televisión.
Fonda acabó la década de los 70 en una serie de películas del género desastre. La primera de ellas sería el thriller italiano de 1977 Tentáculos y Montaña rusa (Rollercoaster), en la que Fonda aparece con George Segal, Richard Widmark y una joven Helen Hunt. Volvió a aparecer junto a una grupos estelar de actores con Widmark, Olivia de Havilland, Fred MacMurray y José Ferrer en la película de acción El enjambre (The Swarm). También se le pudo ver en la gran producción Meteoro (Meteor) (en la segunda ocasión en su carrera que interpreta al Presidente de los Estados Unidos), con Sean Connery, Natalie Wood, y Karl Malden, y en la producción canadiense Emergencia (City on Fire), junto a Shelley Winters y Ava Gardner. Finalmente, Fonda tuvo un pequeño papel junto a su hijo, Peter, en Wanda Nevada (1979), con Brooke Shields.
Como la salud de Fonda iba empeorando, empezó a espaciar sus trabajos. Por otro lado, los críticos empezaron a reconocer el legado de Fonda a la industria. En 1979, recibió el Golden Plate Award de la American Academy of Achievement. Un galardón que le fue entregado con un miembro de la Academia, su eterno amigo Jimmy Stewart. En 1979, también recibió el Kennedy Center Honor por la American Theater Hall of Fame por su huella interpretativa dejada en Broadway. Pero los grandes premios, el Globo de Oro y el Óscar llegarían en 1980 y 1981, respectivamente.
Fonda continuó actuando a principios de los 80, aunque todas menos una de las producciones en las que apareció antes de su muerte fueron para televisión. Para la pequeña pantalla hizo la adaptación de la obras teatral de Preston Jones The Oldest Living Graduate y Gideon's Trumpet (junto a Fay Wray en su última actuación) por el que ganó su última nominación a los premios Emmy.
En el estanque dorado (On Golden Pond) en 1981, adaptación de la obra de Ernest Thompson, marcaría el final de la carrera exitosa de Fonda. Dirigida por Mark Rydell, el proyecto proporcionó colaboraciones sin precedentes entre Fonda y Katharine Hepburn, junto con Fonda y su hija, Jane. El anciano Fonda interpretó a un padre emocionalmente frágil y distante que se vuelve más accesible al final de su vida. Jane Fonda comentó que los elementos de la historia imitaron su relación de la vida real con su padre y los ayudaron a resolver ciertos problemas con él. La actriz compró los derechos de la película con la esperanza de que su padre interpretara el papel y luego lo describió como "un regalo para mi padre que tuvo un éxito tan increíble."
Proyectada en premier en diciembre de 1981, el film fue bien recibido por la crítica. Con 10 nominaciones de la Academia, the film recaudó más de 120 millones de dólares en taquilla, convirtiéndola en la sorpresa del año. Además, este trabajo le dio finalmente el Oscar la mejor actor que se le había negado en toda su vida. Fonda estaba demasiado enfermo para asistir a la ceremonia y su hija Jane aceptó en su nombre. Dijo que cuando aceptó el premio, su padre probablemente bromearía: "Bueno, no tengo suerte". Años más tarde, la actuación de Fonda sería recordada como un "retrato brutalmente honesto de una vejez asustada". Hasta 2020, año en el Óscar lo consiguió Anthony Hopkins, Fonda ostentaba el actor más veterano en conseguir el Óscar al mejor actor con 76 años.
Su actuación póstuma fue el drama de televisión de 1981 Summer Solstice con Myrna Loy. Se filmó después de que "En el estanque dorado" terminara y de que la salud de Fonda empeorara rápidamente.

## Vida privada

### Matrimonios e hijos
Fonda se casó en cinco ocasiones y tuvo tres hijos, una de ellos adoptada. Su matrimonio con Margaret Sullavan en 1931 fue efímero, acabó con su separación y posterior divorcio en 1933. Dos años después, Fonda se comprometió con la actriz y cantante Shirley Ross. A finales de año, se había informado ampliamente, entre otros, por el entonces columnista sindicado Ed Sullivan, que la pareja estaba comprometida, con planes de boda en marcha. A pesar de las noticias, la pareja lo reconsideró y, en enero de 1936, se informaba que Fonda ahora se estaba viendo con la actriz Virginia Bruce.
Poco menos de un año, Fonda se casó con Frances Ford Seymour Brokaw, viuda del rico empresario George Tuttle Brokaw. Los Brokaws tenían una hija nacida en 1931. Fonda conoció a su futura mujer en los Denham Studios en Inglaterra en el rodaje de Wings of the Morning, la primera película en Europe filmada en Technicolor. De esta unión salieron dos hijos, Jane (1937) y Peter (1940-2019), que también se convirtieron en actores reputados. 

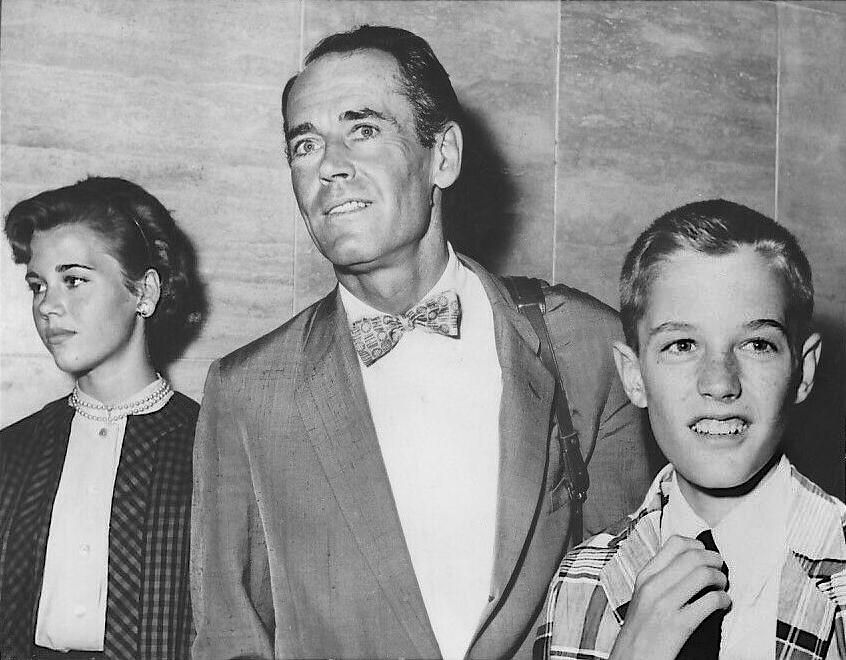
Fonda con sus hijos Jane y Peter en la década de los 50.

En agosto de 1949, Fonda anunciaba que había pedido el divorcio a Frances para volverse a casar. Comentaba que en sus 13 años de matrimonio no habían sido felices. La dura confesión de Fonda, provocó graves problemas psicológicos a Frances y por ello fue ingresada en la Austen Riggs Psychiatric Hospital en enero de 1950 para ser tratada. De hecho, se suicidó el 14 de abril de ese mismo año. Antes de su muerte, escribió seis notas a varios allegados, pero no le dejó ningún a Fonda. Fonda rápidamente organizó un funeral privado sólo con la asistencia suya y la de su suegra, Sophie Seymour. Años más tarde, la Dra. Margaret Gibson, la psiquiatra que había tratado a Frances en Austen Riggs, describió a Henry Fonda como "una persona fría y ensimismada, un completo narcisista."
En 1950, Fonda se casaba con Susan Blanchard. Ella tenía 21 años y era hija de la famosa interiorista Dorothy Hammerstein y hermanastra de Oscar Hammerstein II. La pareja adoptó a una niña, Amy Fishman (1953). Se divorciaron tres años después. Blanchard vivía obnubilada por la figura de Fonda, y describió su papel en el matrimonio como "una geisha", haciendo todo lo posible para complacerlo, lidiando y resolviendo problemas que el actor no reconocería.
En 1957 Fonda se casaba con la baronesa italiana Adera Franchetti. Se divorciaron en 1961. Poco después, en 1965, Fonda se casa por quinta vez con Shirlee Mae Adams y estuvieron unidos hasta la muerte del actor en 1982.

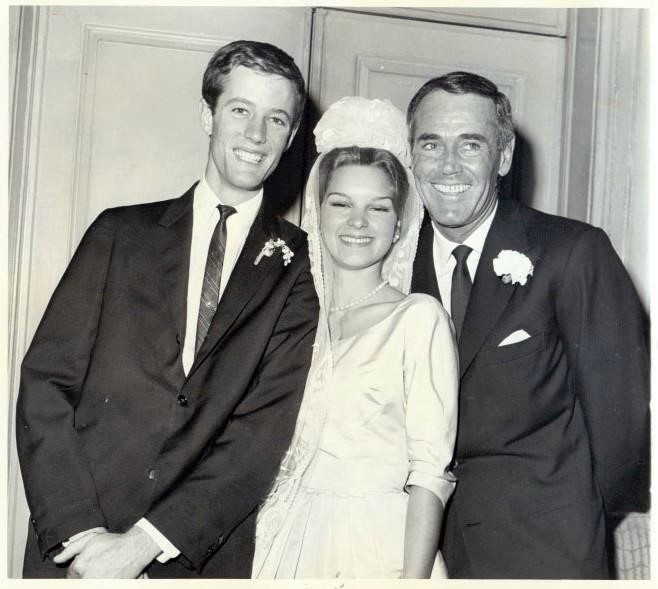
Fonda y su hijo en la boda del padre con Susan Brewer en 1961

La relación de Fonda con sus hijos fue descrita como "emocionalmente distante". Fonda detestaba las demostraciones de sentimientos tanto a sí mismo como a los demás, y esto era una parte constante de su carácter. Cada vez que sentía que su muro emocional se estaba rompiendo, tenía arrebatos de ira, exhibiendo un temperamento furioso que aterrorizaba a su familia. En la autobiografía de Peter Fonda de 1998 Don't Tell Dad (1998), describe como nunca estuvo seguro del afecto que tenía su padre por él. Nunca le dijo a su padre que lo amaba hasta que fue anciano, y Peter finalmente escuchó, "Te quiero, hijo." Su hija Jane rechazó las amistades de su padre con actores republicanos como John Wayne y James Stewart. Su relación se volvió extremadamente tensa cuando Jane Fonda se convirtió en una activista de izquierda.
Jane Fonda afirmó sentirse separada de su padre, especialmente durante sus primeros días como actriz. En 1958 conoció a Lee Strasberg mientras visitaba a su padre en Malibú. Las familias Fonda y Strasberg eran vecinas, y ella había desarrollado una amistad con la hija de Strasberg, Susan. Jane Fonda comenzó a estudiar actuación con Strasberg, aprendiendo las técnicas de "El método", del cual Strasberg fue un renombrado defensor. Esto resultó ser un punto fundamental en su carrera. A medida que Jane Fonda desarrolló su habilidad como actriz, se sintió frustrada con el talento de su padre que, para ella, parecía una demostración de habilidad sin esfuerzo.

### Convicciones políticas
Aunque inicialmente era un republicano registrado, Fonda cambió de partido y fue un ardiente defensor de las ideas del Partido Democrático y un admirador del Presidente Franklin D. Roosevelt. En 1960 Fonda apareció en campaña comercial en apoyo al candidato demócrata John F. Kennedy. El anuncio se centraba en el servicio en la Marina de candidato durante la Segunda Guerra Mundial, específicamente en el incidente del famoso PT-109. También apoyó a Lyndon B. Johnson en las elecciones presidenciales de 1964.

## Muerte y legado

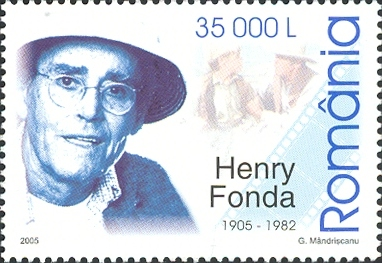
Sello rumano conmemorativo del actor

Fonda murió en su casa de Los Ángeles el 12 de agosto de 1982 de un ataque al corazón. La mujer de Fonda, Shirlee y sus hijos Jane y Peter estuvieron a su lado. Tenía un cáncer de próstata pero esa no fue la causa de la muerte como el certificado de defunción.
Fonda había solicitado que no se realizara ningún funeral y su cuerpo fue incinerado. El presidente Ronald Reagan, exactor, elogió a Fonda como "un verdadero profesional dedicado a la excelencia en su oficio. Agració la pantalla con una sinceridad y precisión que lo convirtieron en una leyenda".
La casa donde nació Fonda en 1905 se conserva en el El Museo Stuhr del Pionero de la Pradera en Grand Island, Nebraska. El teatro Fonda en Hollywood, originalmente conocido como Carter DeHaven Music Box, recibió su nombre del actor en 1985 por la Organización Nederlander.

## Filmografía completa

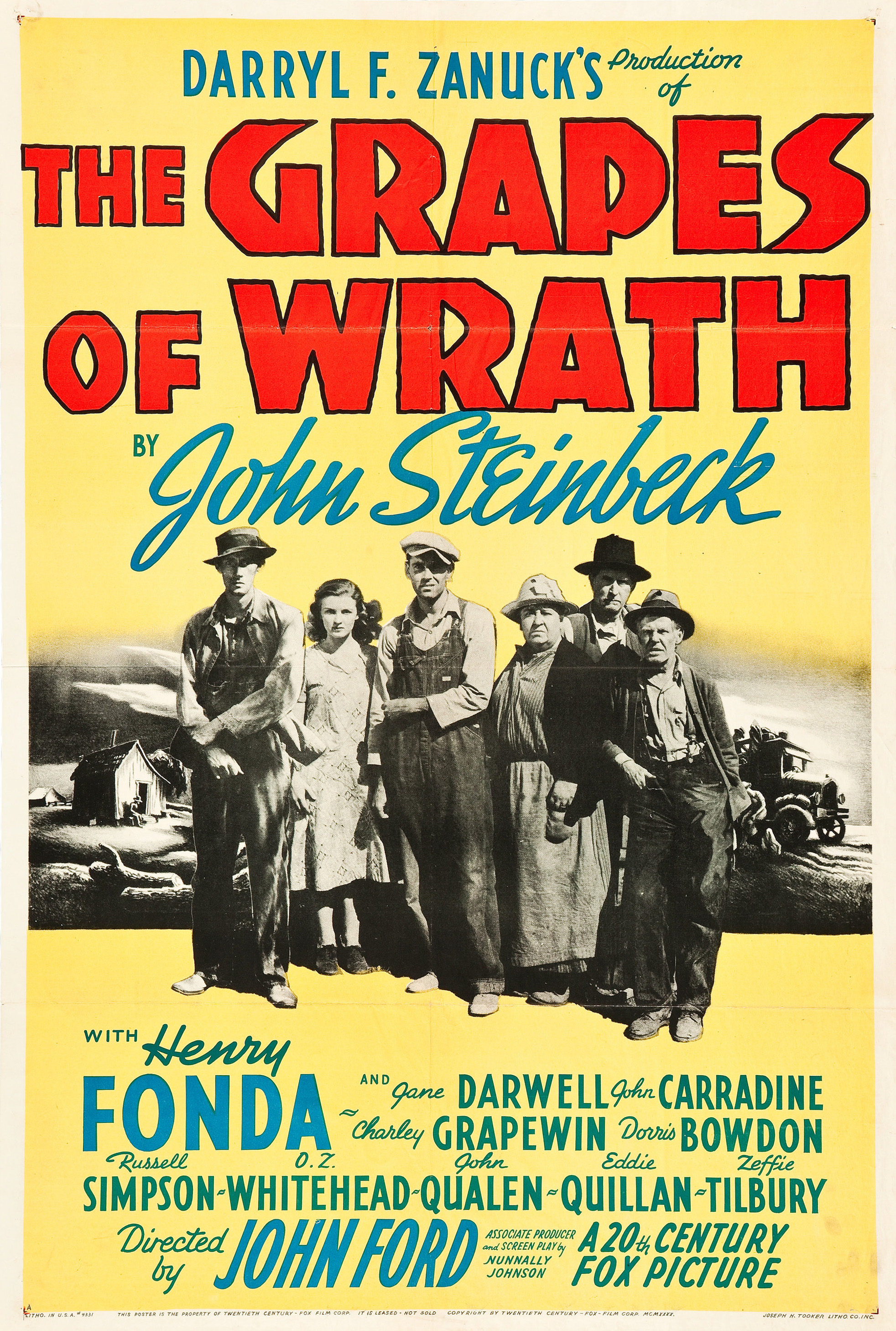
Cartel promocional de Las uvas de la ira

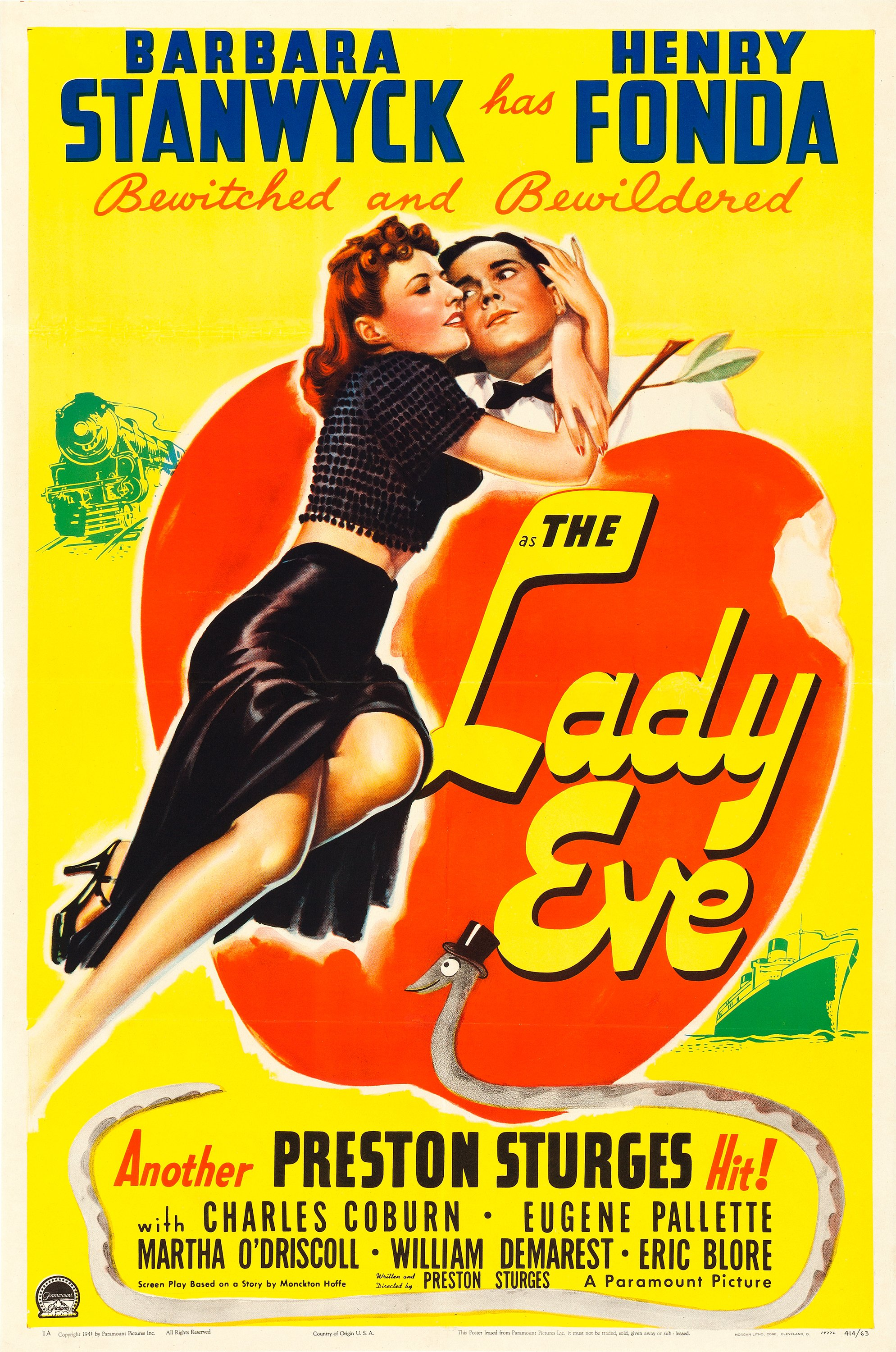
Cartel promocional de Las tres noches de Eva

| Año  | Título en español                                     | Título original                     | Director                                    | Rol                                    |
| ---- | ----------------------------------------------------- | ----------------------------------- | ------------------------------------------- | -------------------------------------- |
| 1935 | Contrastes                                            | The Farmer Takes a Wife             | Victor Fleming                              | Dan Harrow                             |
| 1935 | A través de la tormenta                               | Way Down East                       | Henry King                                  | David Bartlett                         |
| 1935 | Canción de amor                                       | I Dream Too Much                    | John Cromwell                               | 'Johnny' Street                        |
| 1936 | El camino del pino solitario                          | The Trail of the Lonesome Pine      | Henry Hathaway                              | Dave Tolliver                          |
| 1936 | Viviendo en la luna                                   | The Moon's Our Home                 | William A. Seiter                           | Anthony Amberton / John Smith          |
| 1936 | Spendthrift                                           | Spendthrift                         | Raoul Walsh                                 | Townsend Middleton                     |
| 1937 | Sólo se vive una vez                                  | You Only Live Once                  | Fritz Lang                                  | Eddie Taylor                           |
| 1937 | Eso que llaman amor                                   | Wings of the Morning                | Harold D. Schuster                          | Kerry Gilfallen                        |
| 1937 | Aquella mujer                                         | That Certain Woman                  | Edmund Goulding                             | Jack Merrick                           |
| 1937 | Slim                                                  | Slim                                | Ray Enright                                 | Slim                                   |
| 1938 | Volvió el amor                                        | I Met My Love Again                 | Joshua Logan                                | Ives Towner                            |
| 1938 | Jezabel                                               | Jezebel                             | William Wyler                               | Preston Dillard                        |
| 1938 | Bloqueo                                               | Blockade                            | William Dieterle                            | Marco                                  |
| 1938 | Lobos del norte                                       | Spawn of the North                  | Henry Hathaway                              | Jim Kimmerlee                          |
| 1938 | Ocho mujeres y un crimen                              | The Mad Miss Manton                 | Leigh Jason                                 | Peter Ames                             |
| 1939 | Tierra de audaces                                     | Jesse James                         | Henry King                                  | Frank James                            |
| 1939 | Culpas ajenas                                         | Let Us Live                         | John Brahm                                  | 'Brick' Tennant                        |
| 1939 | El gran milagro                                       | The Story of Alexander Graham Bell' | Irving Cummings                             | Thomas A. Watson                       |
| 1939 | El joven Lincoln                                      | Young Mr. Lincoln                   | John Ford                                   | Abraham Lincoln                        |
| 1939 | Corazones indomables                                  | Drums Along the Mohawk              | John Ford                                   | Gilbert Martin                         |
| 1940 | Las uvas de la ira                                    | The Grapes of Wrath                 | John Ford                                   | Tom Joad                               |
| 1940 | La reina de la canción                                | Lillian Russell                     | Irving Cummings                             | Alexander Moore                        |
| 1940 | La venganza de Frank James                            | The Return of Frank James           | Fritz Lang                                  | Frank James                            |
| 1940 | Chad Hanna: La historia de la caravana roja ambulante | Chad Hanna                          | Henry King                                  | Chad Hanna                             |
| 1941 | Las tres noches de Eva                                | The Lady Eve                        | Preston Sturges                             | Charles Pike                           |
| 1941 | Vidas sin rumbo                                       | Wild Geese Calling                  | John Brahm                                  | John Murdock                           |
| 1941 | Me perteneces                                         | You Belong to Me                    | Wesley Ruggles                              | Peter Kirk                             |
| 1942 | Anillos en sus dedos                                  | Rings on Her Fingers                | Rouben Mamoulian                            | John Wheeler                           |
| 1942 | El macho                                              | The Male Animal                     | Elliott Nugent                              | Tommy Turner                           |
| 1942 | The Magnificent Dope                                  | The Magnificent Dope                | Walter Lang                                 | Tad Page                               |
| 1942 | Seis destinos                                         | Tales of Manhattan                  | Julien Duvivier                             | George                                 |
| 1942 | Su última danza                                       | The Big Street                      | Irving Reis                                 | Little Pinks                           |
| 1942 | Incidente en Ox-Bow                                   | The Ox-Bow Incident                 | William A. Wellman                          | Gil Carter                             |
| 1943 | El sargento inmortal                                  | Immortal Sergeant                   | John M. Stahl                               | Cpl. Colin Spence                      |
| 1946 | Pasión de los fuertes                                 | My Darling Clementine               | John Ford                                   | Wyatt Earp                             |
| 1947 | Noche eterna                                          | The Long Night                      | Anatole Litvak                              | Joe Adams                              |
| 1947 | El fugitivo                                           | The Fugitive                        | John Ford                                   | Fugitivo                               |
| 1947 | Entre el amor y el pecado                             | Daisy Kenyon                        | Otto Preminger                              | Peter Lapham                           |
| 1948 | Una encuesta llamada milagro                          | On Our Merry Way                    | Leslie Fenton                               | Lank                                   |
| 1948 | Fort Apache                                           | Fort Apache                         | John Ford                                   | Teniente coronel Owen Thursday         |
| 1955 | Escala en Hawaii                                      | Mister Roberts                      | John Ford                                   | Teniente Roberts                       |
| 1956 | Guerra y paz                                          | War and Peace                       | King Vidor                                  | Pierre Bezukhov                        |
| 1956 | Falso culpable                                        | The Wrong Man                       | Alfred Hitchcock                            | Christopher Emanuel 'Manny' Balestrero |
| 1957 | Doce hombres sin piedad o Doce hombres en pugna       | 12 Angry Men                        | Sidney Lumet                                | Jurado n.º 8                           |
| 1957 | Cazador de forajidos                                  | The Tin Star                        | Anthony Mann                                | Morgan 'Morg' Hickman                  |
| 1958 | Sed de triunfo                                        | Stage Struck                        | Sidney Lumet                                | Lewis Easton                           |
| 1959 | El hombre de las pistolas de oro                      | Warlock                             | Edward Dmytryk                              | Clay Blaisedell                        |
| 1959 | Sin tiempo para vivir                                 | The Man Who Understood Women        | Nunnally Johnson                            | Willie Bauche                          |
| 1962 | Tempestad sobre Washington                            | Advise and Consent                  | Otto Preminger                              | Robert Leffingwell                     |
| 1962 | El día más largo                                      | The Longest Day                     | Ken Annakin Andrew Marton                   | Brig. Gen. Theodore Roosevelt Jr.      |
| 1962 | La conquista del Oeste                                | How the West Was Won                | John Ford Henry Hathaway George Marshall    | Jethro Stuart                          |
| 1963 | Fiebre en la sangre                                   | Spencer's Mountain                  | Delmer Daves                                | Clay Spencer                           |
| 1964 | El mejor hombre                                       | The Best Man                        | Franklin J. Schaffner                       | William Russell                        |
| 1964 | Punto límite                                          | Fail-Safe                           | Sidney Lumet                                | El presidente                          |
| 1964 | La pícara soltera                                     | Sex and the Single Girl             | Richard Quine                               | Frank Broderick                        |
| 1965 | Los desbravadores                                     | The Rounders                        | Burt Kennedy                                | Marion 'Howdy' Lewis                   |
| 1965 | Primera victoria                                      | In Harm's Way                       | Otto Preminger                              | CINCPAC II                             |
| 1965 | Guerra secreta                                        | The Dirty Game                      | Christian-Jaque Carlo Lizzani Terence Young | Dimitri Koulov                         |
| 1965 | La Batalla de las Ardenas                             | Battle of the Bulge                 | Ken Annakin                                 | Ten. Col. Kiley                        |
| 1966 | El destino también juega                              | A Big Hand for the Little Lady      | Fielder Cook                                | Meredith                               |
| 1967 | Una bala para el diablo                               | Welcome to Hard Times               | Burt Kennedy                                | Mayor Will Blue                        |
| 1968 | Los malvados de Firecreek                             | Firecreek                           | Vincent McEveety                            | Bob Larkin                             |
| 1968 | Brigada homicida                                      | Madigan                             | Don Siegel                                  | Comisario Anthony X. Russell           |
| 1968 | Tuyos, míos, nuestros                                 | Yours, Mine and Ours                | Melville Shavelson                          | Frank Beardsley                        |
| 1968 | El estrangulador de Boston                            | The Boston Strangler                | Richard Fleischer                           | John S. Bottomly                       |
| 1968 | Hasta que llegó su hora                               | Once Upon a Time in the West        | Sergio Leone                                | Frank                                  |
| 1970 | Comando en el mar de China                            | Too Late the Hero                   | Robert Aldrich                              | Capitán John G. Nolan                  |
| 1970 | El club social de Cheyenne                            | The Cheyenne Social Club            | Gene Kelly                                  | Harley Sullivan                        |
| 1970 | El día de los tramposos                               | There Was a Crooked Man             | Joseph L. Mankiewicz                        | Woodward W. Lopeman                    |
| 1971 | Casta invencible                                      | Sometimes a Great Notion            | Paul Newman                                 | Henry                                  |
| 1973 | El serpiente                                          | Le Serpent                          | Henri Verneuil                              | Allan Davies                           |
| 1973 | Miércoles de ceniza                                   | Ash Wednesday                       | Larry Peerce                                | Mark Sawyer                            |
| 1973 | Mi nombre es... Ninguno                               | Il mio nome è Nessuno               | Tonino Valerii                              | Jack Beauregard                        |
| 1974 | Mussolini: último acto                                | Mussolini: Ultimo atto              | Carlo Lizzani                               | Cardenal Schuster                      |
| 1976 | La batalla de Midway                                  | Midway                              | Jack Smight                                 | Almirante Chester W. Nimitz            |
| 1977 | Tentáculos                                            | Tentacoli                           | Ovidio G. Assonitis                         | Mr. Whitehead                          |
| 1977 | Montaña rusa                                          | Rollercoaster                       | James Goldstone                             | Simon Davenport                        |
| 1977 | Viaje final                                           | The Last of the Cowboys             | John Leone                                  | Elegant John Howard                    |
| 1978 | Los jóvenes leones                                    | Il Grande attacco                   | Umberto Lenzi                               | General Foster                         |
| 1978 | Fedora                                                | Fedora                              | Billy Wilder                                | Presidente de la Academia              |
| 1978 | El enjambre                                           | The Swarm                           | Irwin Allen                                 | Dr. Walter Krim                        |
| 1979 | Emergencia                                            | City on Fire                        | Alvin Rakoff                                | Risley                                 |
| 1979 | Wanda Nevada                                          | Wanda Nevada                        | Peter Fonda                                 | Old Prospector                         |
| 1979 | Meteoro                                               | Meteor                              | Ronald Neame                                | Presidente                             |
| 1981 | En el estanque dorado o La laguna dorada              | On Golden Pond                      | Mark Rydell                                 | Norman Thayer Jr.                      |

## Teatro
Producciones de Broadway
- The Game of Love and Death (noviembre de 1929 – enero de 1930)
- I Loved You, Wednesday (octubre  – diciembre de 1932)
- New Faces of 1934 (marzo– julio de 1934)
- The Farmer Takes a Wife (octubre de 1934 – enero de 1935)
- Blow Ye Winds (septiembre – octubre de 1937)
- Blockade (junio de 1938)
- Mister Roberts (febrero de 1948 – enero de 1951)
- Point of No Return (diciembre de 1951 – noviembre de 1952)
- The Caine Mutiny Court-Martial (enero de 1954 – enero de 1955)
- Two for the Seesaw (enero de 1958 – octubre de 1959)
- Silent Night, Lonely Night (diciembre de 1959 – marzo de 1960)
- Critic's Choice (diciembre de 1960 – mayo de 1961)
- A Gift of Time (febrero – mayo de 1962)
- Generation (octubre de 1965 – junio de 1966)
- Our Town (noviembre – diciembre de 1969)
- Clarence Darrow (marzo – abril de 1974 – marzo de 1975)
- First Monday in October (octubre – diciembre de 1978)

## Premios y distinciones
Premios Óscar
| Año  | Categoría        | Película                | Resultado |
| ---- | ---------------- | ----------------------- | --------- |
| 1941 | Mejor actor      | The Grapes of Wrath     | Nominado  |
| 1958 | Mejor película   | Doce hombres sin piedad | Nominado  |
| 1981 | Óscar honorífico | Óscar honorífico        | Ganador   |
| 1982 | Mejor actor      | On Golden Pond          | Ganador   |

Premios Globo de Oro
| Año  | Categoría               | Película                | Resultado |
| ---- | ----------------------- | ----------------------- | --------- |
| 1981 | Mejor actor - Drama     | On Golden Pond          | Ganador   |
| 1981 | Premio Cecil B. DeMille | Premio Cecil B. DeMille | Ganador   |

Premios BAFTA
| Año  | Categoría   | Película     | Resultado |
| ---- | ----------- | ------------ | --------- |
| 1957 | Mejor actor | 12 Angry Men | Ganador   |